# Tünde (motorkerékpár)

A Tünde a Csepeli Motorkerékpárgyárban 1960-1961-ben készült robogótípus márkaneve.

## Előzmények
A Csepeli Motorkerékpárgyárat 1958-ban összevonták a Nagytömegárugyárral, amely sok présgéppel rendelkezett. Így lehetővé vált, hogy a motorokra fémlemez burkolatokat szabjanak. Ez a lehetőség élesztette fel – a külföldi példákat követve – a robogó tervét is. Akkoriban egész Európában virágzott a robogók kultusza: autóra még nem mindenütt tellett az embereknek, de a II. világháború után újjáépült, jó minőségű közutakon jól használhatónak bizonyultak a motorkerékpároknál kényelmesebbnek, tisztábbnak tartott, kiskerekű, burkolt robogók. Így a motorkerékpárgyár a korábbi, gyári és félgyári (gyári dolgozók által motorkerékpár-alapokra otthon készített darabok) próbálkozások után végre saját robogótípus fejlesztése és gyártása mellett döntött.
A divat mellett a Nagytömegárugyár fölös kapacitásainak lekötése is szerepet játszott az új típus bevezetésekor. A korábban hadiipari megrendeléseket (fegyveralkatrészek, töltényhüvelyek) teljesítő gyáregység a fegyverkezés visszaszorulásával egyre kevesebb megrendelést kapott és fölös kapacitása jelentkezett. Ennek lekötésére jó ötletnek tűnt egy olyan motorkerékpár gyártása, amiben a Nagytömegárugyár is jelentős részt tud vállalni. Ezen októl vezérelve már az összevonás előtt felmerült a robogógyártás gondolata: Sági László elkészített egy teljesen egyedi, 175 cm³-es, forgótárcsás vezérlésű robogót Cimbora néven. Az 1957 végén vagy 1958 elején elkészült motor gyártásba kerülhetett volna, ehhez pedig jól jött az összevonás, mert így a motorkerékpárgyári szakemberek is segíthettek a típus fejlesztésében.

## Tervezés, fejlesztés
Az összevonás után bemutatták a motorkerékpárgyári vezetőknek az akkor már kész Cimborát, akik rábólintottak, hogy ezt a típust is felvegyék a programjukba. Különböző okok miatt azonban egy szögletesebb formájú, Cimbora II névre hallgató prototípus fejlesztésébe fogtak.

### Az új típus születése
A gyár elképzelései az alábbiak voltak:
- 175 cm³-es motor
- kétszemélyes konstrukció
- a Nagytömegárugyár is jelentős részt tudjon vállalni az alkatrészek gyártásában
- a korábbi Cimborára épülő műszaki alapok

Ezek alapján fogtak neki az első, R175/80 nevű prototípus gyártásának. A motor formailag a későbbi Tünde előfutára volt, de számos helyen különbözött tőle. A burkolat hátsó része rövidebb volt, jobban kilátszott a kerék, elöl a lámpa burkolata is rövidebb volt, más formájú, krómdísszel ellátott első sárvédővel szerelték, máshol voltak a szellőzőnyílások a burkolaton, egyedi hátsólámpa és típusjelzés volt rajta.
A mérnökök – mivel nem kellett létező típusból kiindulniuk – sok új megoldást használhattak. Például a Tünde motorja a többi csepeli gyártmánytól eltérően alumíniumhengerrel készült, amely javította a hűtést. Erre elsősorban azért volt szükség, mert a burkolat miatt a menetszél nem érte a hengert. A lendkerékre rögzített ventilátor segítségével azonban a motor hőháztartását sikerült rendben tartani, nem jelentett problémát a többi csepeli gyártmányra jellemző melegedés, gyenge hűtés. Újdonságnak számított az egytárcsás, száraz kuplung és a hajtóműhordó, féloldalas lengővilla. A munkamódszerek is megújultak: a tervezők a korábbi, szigorú szabályok szerinti feladatmegosztás helyett együtt igyekeztek megoldani a problémákat, ezzel gyorsítva a munkát. A formaterv kialakításában is új utakat jártak: először a Képzőművészeti Főiskola hallgatói rajzolták meg a motor karosszériáját, ehhez próbálták később igazítani a szerkezeti részek elhelyezését.
A prototípus-tárgyalást 1958. augusztus 30-án tartották, ezen az alábbi javaslatok merültek fel:
- legyen lehetőség a forgótárcsás vezérlésre[4]
- a lendkerékmágnes helyett indítódinamó[5] alkalmazása legalább egyes exportmodelleken
- alacsonyabb nyereg
- műanyag burkolat
- a sorozatgyártást 1959 második negyedévében meg kell kezdeni

Ez utóbbi határidő különösen szorosnak bizonyult. A robogó ugyanis egyetlen korábbi motorkerékpárra sem épült, minden részletében új volt. Korábban nem volt szériagyártású 175 cm³-es motor Csepelen, mint ahogy robogóelrendezésű hajtásláncot sem készítettek. Nem volt meg a kellő tapasztalat az alacsony robogóvázak és az elöl-hátul lengőkaros futóművek tervezésében, illetve a teljesen burkolt motorkerékpárok gyártásában. A beszállítók sem voltak felkészülve az új típusra: a Ruggyantaárugyárnak új, 10 colos belső átmérőjű, de nagy sebességű (100 km/h) közúti közlekedésre is alkalmas gumiabroncsot kellett kifejlesztenie, az Autóvillamossági Felszerelések Gyárának pedig a Pannóniáéhoz hasonló, de azzal ellentétesen forgó, ventilátorral szerelt lendkerékmágnest kellett gyártania.
A prototípus-tárgyaláson felmerült javaslatok közül nem sikerült mindet megvalósítani. A motorblokk hagyományos, Schnürle-rendszerű maradt és bár meg kellett volna teremteni a lehetőséget egy új motorblokk beépítésére, ezzel soha nem foglalkoztak érdemben. Indítódinamót sem sikerült kifejleszteni a szűkös határidő miatt. A műanyag burkolatot a teszteredmények hiánya miatt vetették el. Így a robogó műszakilag elmaradt a KGST-n belüli színvonaltól: az itthon csaknem ismeretlen keletnémet MZ Troll dinamóval, irányjelzővel, a csehszlovák Tatran S 125 12 voltos elektromos rendszerrel, irányjelzőkkel és dinastarterrel rendelkezett.
A Motorkerékpárgyár négy prototípust rendelt meg és 10.000 km-es tartós tesztet írt elő. Ez nem sikerült, rövidebb tesztciklus után álltak le a próbák. A típus neve nagyjából a prototípusok elkészültével egy időben dőlt el, így a kísérleti darabok már a végleges Tünde név alatt futottak. Az első sorozatgyártású motorok már a Tünde R175/80 típusjelzést viselték.

## Sorozatgyártás

### Az első Tündék
A tesztek eredményeit értékelve módosították a típust, majd 1959 nyarára elkészült a típus nullszériája. A 80 darabos nullszériát külön engedéllyel 15.000 Ft-ért értékesítették a gyár dolgozóinak. Ezek után azonban különböző indokok miatt még csaknem egy évet kellett várni a sorozatgyártás megindulására. Az 1960 nyarától szállított Tündék a belpiacon kerültek forgalomba 15.700 Ft-os áron. Ez a 125-ös Danuvia és a 250-es Pannónia ára között volt. A vásárlók a sorozatos csúszások ellenére is lelkesedtek az új típusért, viszont hamarosan kiderültek a konstrukciós hibák. Az új, kúpkerekes végáttétel néha zajosnak bizonyult és a bonyolult szerkezet összeszerelése sem sikerült mindig tökéletesen a lemezburkolat alatt, így a dugattyúgyűrűk – egy lecsúszó gumicső miatt – gyakran pár ezer kilométer alatt úgy elkoptak, hogy cserére szorultak. A szériagyártású darabok a prototípusokhoz képest egyszerűsödtek, főképp az első sárvédőnél volt látható a különbség.

### Típusmódosítás és a gyártás vége
A gyár már 1961-ben módosított a típuson: más lett az első fényszóró, a hátsó sárvédőt a burkolatba integrálták és változott a berúgószerkezet is. A burkolat végéről eltűntek a szellőzőnyílások, ezzel is egyszerűsödött a vonalvezetés. Nagyjából ezzel egy időben új színek jelentek meg a kínálatban. Ettől népszerűbb lett a robogó, a gyártás azonban nem tudott lépést tartani ezzel: a tervezett napi 20 motort soha nem érték el.
A robogó egyre több gondot okozott a gyárnak a kis sorozat és a bonyolult, egyedi műszaki megoldások miatt. Mivel a típust eltérései miatt nem lehetett beilleszteni a végszereldében, szalagon futó modellek közé, ezért külön szerelőcsarnokot igényelt saját személyzettel, egyéni gyártási eljárásokkal. Ez nagyban növelte a gyártási költségeket. A KGST terveiben sem szerepelt a magyarországi robogógyártás folytatása, ezt a feladatot más országoknak kívánták kiosztani 1962-től. Ez adott végső lökést a döntésnek: az év végén befejezték a Tünde gyártását, mintegy 2500 robogó elkészülte után. Onnantól kezdve a gyár a Pannóniák fejlesztésére koncentrált, ugyanis azokból szinte korlátlan mennyiséget tudtak eladni a Szovjetunióban.

## A gyártás leállítása után
A sorozatgyártás vége után a Tündék motorja tovább élt egy darabig. A nyíregyházi Vas- és Fémipari KTSz. tervezett egy kis, háromkerekű áruszállítót Szabolcs néven, amelyhez erőforrást kerestek. Először a Danuvia motorblokkját szerették volna használni kényszerhűtéssel, de az a motor túl gyengének bizonyult a járműhöz. Ezért aztán a Motorkerékpárgyárban megmaradt Tünde-blokkokat használták fel. A nagyobb teljesítmény elegendőnek bizonyult és a gyári kényszerhűtés is jól jött az új alkalmazáshoz. Viszont mivel a járművet az álló, láncos szekunder hajtású Danuvia-motorblokkhoz tervezték, a fekvőmotoros Tünde-erőforrást át kellett alakítani.
A forgattyúsházat 90°-kal elforgatták az eredetihez képest, így állóhengeres lett a motor. Erre lehetőséget adott a kuplungharang, bár néhány rögzítőfül útban volt. A gyári, közvetlenül a kerékre csatlakozó kihajtásra lánckereket építettek, amely a hátsó tengelyt hajtotta. Az állóhenger és az új vázszerkezet miatt pedig új kipufogót terveztek a motorra. Az 1962-től gyártott Szabolcs első darabjaihoz a motor mellett az első villát is átvették a Tündéről, majd később erősebb darabra cserélték. A Szabolcsok gyártása 1965-ben ért véget, mivel nehéz volt hozzájutni komplett, új Tünde-motorhoz az akkor már 4 éve leállított gyártás miatt. Az áruszállító későbbi változatában Pannónia-erőforrást használtak.

## Külső hivatkozások
- Maróti Motorkerékpár-gyűjtemény Tünde robogó
- magyarmotor.lap.hu Tünde linkgyűjtemény